# Tylko Beatrycze (film)
Tylko Beatrycze – polski telewizyjny film kostiumowy z 1976 roku w reżyserii Stefana Szlachtycza.
Scenariusz filmu został oparty na powieści Teodora Parnickiego pod tym samym tytułem. Zdjęcia do produkcji były realizowane w Malborku, Zubrzycy Górnej oraz Sulejowie.

## Fabuła[1][2]
Polska, koniec XIII wieku. Stanisław jest nieślubnym dzieckiem młynarza. Zostaje oddany do klasztoru cystersów w Mochach, gdzie tamtejsi mnisi zapewniają mu edukację i wychowanie. Trafia na dwór króla Piotra Przemysława, gdzie zostaje nieświadomie wplątany w spisek na życie władcy. Wygnany z klasztoru, wraca do niego po latach jako przywódca buntu chłopskiego. Chłopi mordują zakonników i palą klasztor. Stanisław zostaje oskarżony o te zbrodnie, nie zostaje jednak stracony. Zaopatrzony przez królową Rychezę w list polecający, udaje się do Awinionu, aby poddać się sądowi papieża Jana XXII. Papież nie tylko nie osądza Stanisława, ale czyni go swoim poborcą podatków i zausznikiem - źródłem informacji o sytuacji w Polsce.

## Obsada[1]
- Mirosław Gruszczyński – Stanisław
- Stanisław Igar – papież Jan XXII
- Joanna Sobieska – matka Stanisława, Reiczka/Ulga
- Ewa Milde – służąca Joanna/Trwoga
- Jan Nowicki – Napoleon Orsini
- Zdzisław Wardejn – Giraldus
- Piotr Wysocki – brat Bernard/Erling
- Tomasz Borkowy – sługa klasztorny Urban
- Hugo Krzyski – opat Piotr
- Zbigniew Zapasiewicz – brat Andrzej/lektor
- Wiesława Mazurkiewicz – królowa Rycheza
- Monika Stefanowicz – mała Reiczka
- Beata Strzelczyk – mała Joanna
- Mirosław Matyjasik – mały Stanisław
- Jerzy Cnota – Tatar, ojciec Stanisława
- Waldemar Gajewski
- Roman Gutwiński – karzeł
- Jerzy Moes – król Piotr Przemysław
- Andrzej Nowiński

## Nagrody[1]
- 1976 – Nagroda Przewodniczącego Komitetu ds. Radia i Telewizji dla Stefana Szlachtycza
- 1977 – Festiwal Polskiej Twórczości Telewizyjnej w Olsztynie:
  - Złoty Szczupak w kategorii filmów
  - Nagroda za muzykę dla Zygmunta Krauze